# Pohkecik
Pohkecik is een bestuurslaag in het regentschap Mojokerto van de provincie Oost-Java, Indonesië. Pohkecik telt 3532 inwoners (volkstelling 2010).